# Rybíz skalní

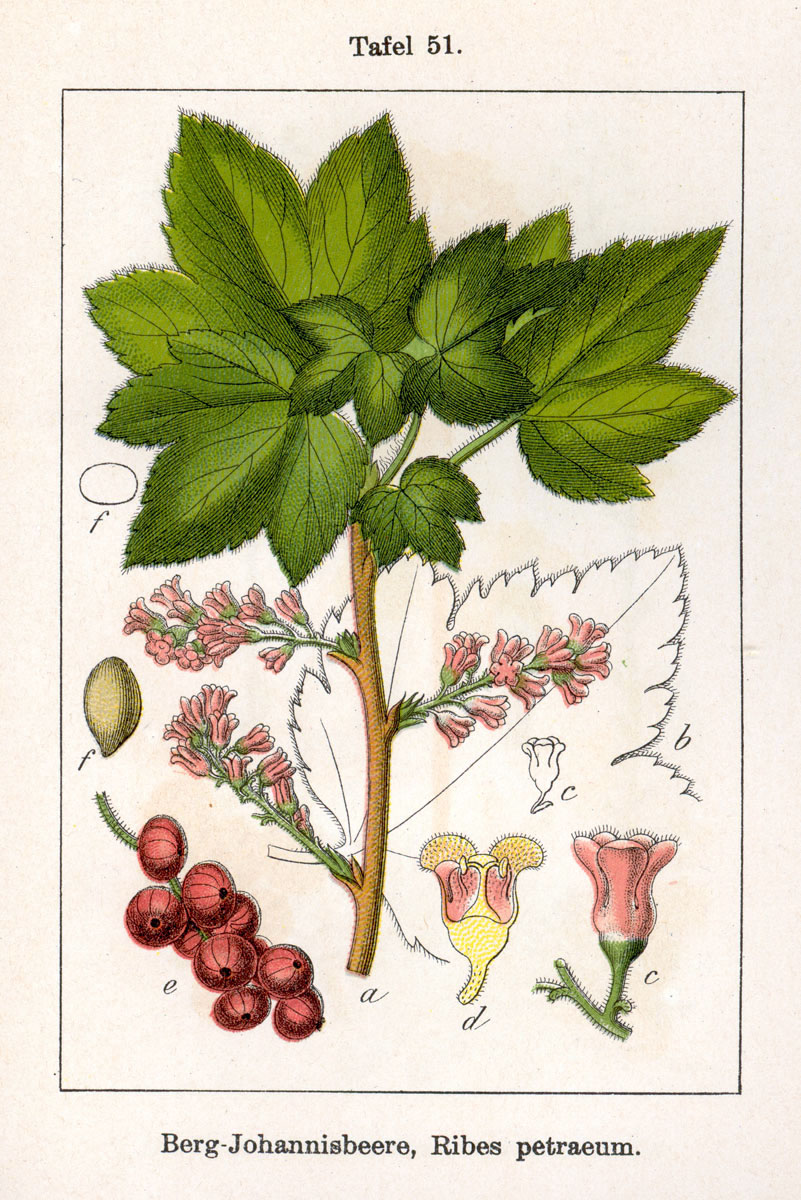
Botanický nákres rybízu skalního

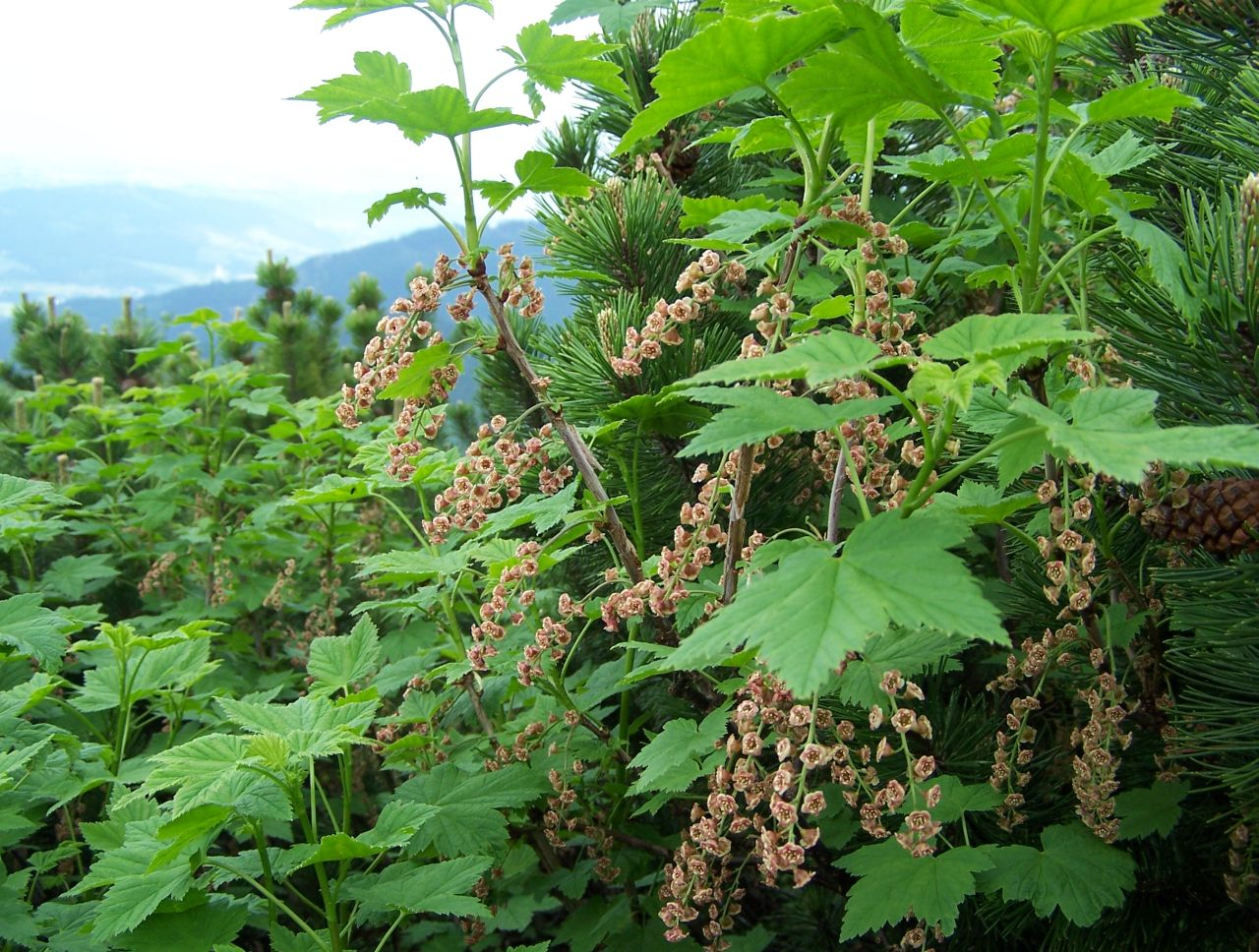
Kvetoucí větévky rybízu skalního

Rybíz skalní (Ribes petraeum Wulfen), ve starší české literatuře rovněž meruzalka strminná, meruzalka strminní, meruzalka skalní, je keř z čeledi meruzalkovité vysoký 1 až 2 m. Větve jsou zpočátku šedohnědé, později temně kaštanové, bez trnů. Listy jsou dlanitoklané s 3 až 5 špičatými úkrojky, v obrysu okrouhlé. Květy v hroznech obvykle po 12 až 20, někdy až 30, světle zelené nebo načervenalé. Plodem jsou jedlé kulovité červené kyselé bobule. Od rybízu červeného se liší brvitými listeny a kališními cípy květů.
Roste na vlhkých skalnatých svazích v horách střední Evropy, na jih až v Pyrenejích, střední Itálii a Bulharsku. V ČR je zařazen mezi ohrožené druhy, roste v Krkonoších, na Králickém Sněžníku, v Jeseníku, ojediněle v Beskydech (na hoře Smrk), jinde jen zplanělý. V Maďarsku je chráněn zákonem.
Některé odrůdy červeného rybízu vznikly mezidruhovým křížením rybízu červeného s rybízem skalním. Existují zmínky, že bobule rybízu skalního byly v minulosti sbírány.